# Třída Des Moines
Třída Des Moines byla třída těžkých křižníků amerického námořnictva. Celkem byla plánována stavba osmi křižníků této třídy, rozestavěny byl čtyři a dokončeny pouze tři. Ve službě byly v letech 1948–1975. Křižník USS Salem se dochoval jako muzejní loď. Byla to poslední postavená třída těžkých křižníků, které byly zároveň největší.

## Stavba

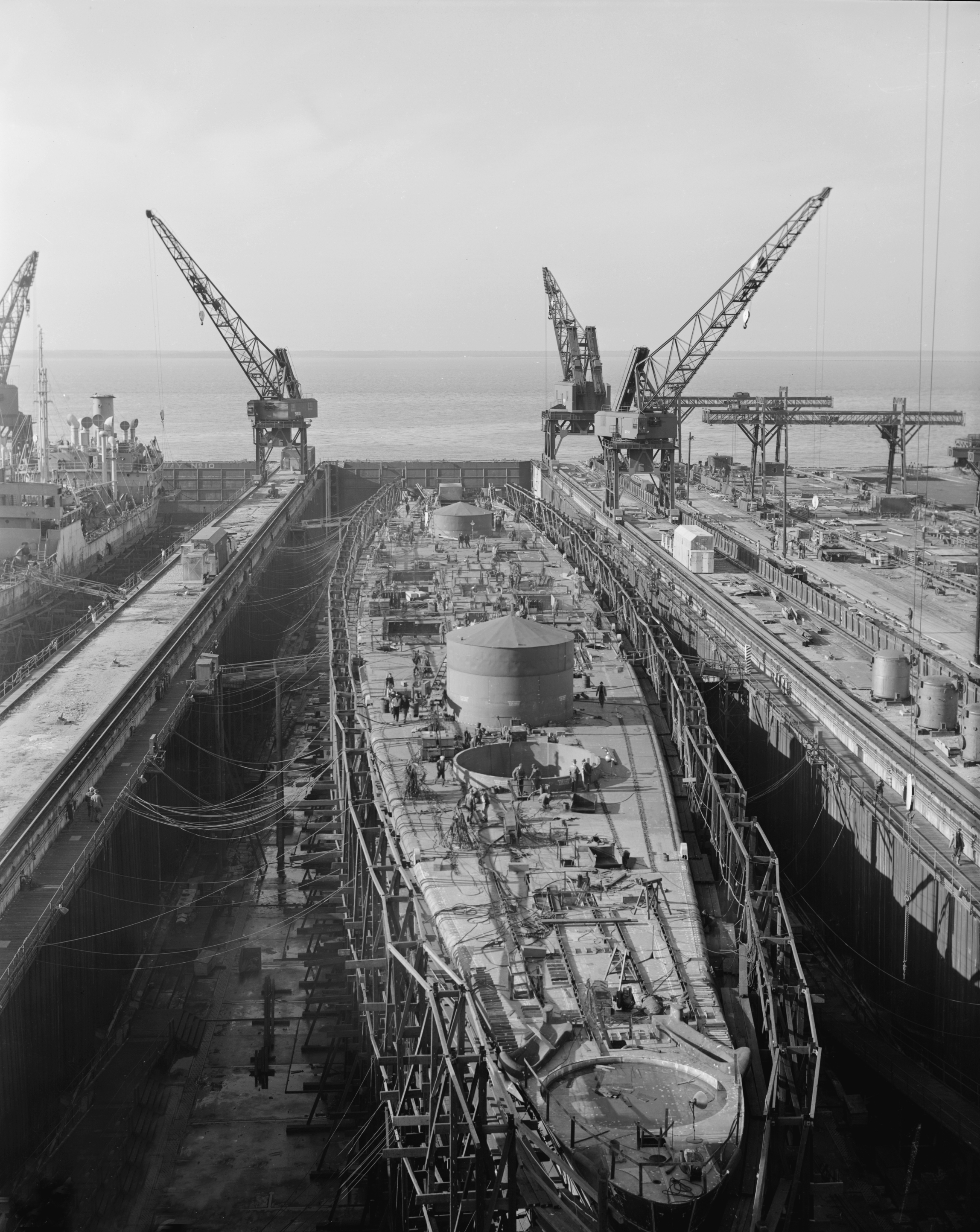
USS Newport News (CA-148) během stavby

Roku 1943 bylo rozhodnuto postavit pro americké námořnictvo těžké křižníky vyzbrojené novými poloautomatickými 203mm kanóny. Konstrukce křižníků byla odvozena od předchozí třídy Baltimore, byla ale výrazně zvětšena, přičemž pohonný systém byl stejný.
Plánována byla stavba osmi křižníků (CA-134, 139-143 a 148-149), přičemž v průběhu roku 1945 byly rozestavěny první čtyři. Stavbu prováděla loděnice Fore River společnosti Bentlehem Steel Corp. v Quincy a Newport News Shipbuilding v Newport News. Konec války ale znamenal, že námořnictvo mělo křižníků nadbytek. Stavba pěti křižníků (CA-140 až 143 a 149) byla zrušena. Přestože admirál King prosazoval získání osmi moderních křižníků, neuspěl a dokončeny byly pouze tři (Des Moines, Salem a Newport News).
Jednotky třídy Des Moines:
| Jméno                     | Loděnice     | Založení kýlu   | Spuštěna        | Vstup do služby    | Poznámka                                                                  |
| ------------------------- | ------------ | --------------- | --------------- | ------------------ | ------------------------------------------------------------------------- |
| USS Des Moines (CA-134)   | Fore River   | 28. května 1945 | 27. září 1946   | 17. listopadu 1948 | Vyřazen 1961, vyškrtnut 1991, sešrotován 2007.                            |
| USS Salem (CA-139)        | Fore River   | 4. června 1945  | 25. března 1947 | 9. května 1949     | Vyřazen 1959, vyškrtnut 1991, roku 1994 darován a přeměněn v muzejní loď. |
| USS Dallas (CA-140)       | Fore River   | 1945            | –               | –                  | Stavba zrušena 1946.                                                      |
| (CA-141)                  | Fore River   | –               | –               | –                  | Stavba zrušena před založením kýlu.                                       |
| (CA-142)                  | Fore River   | –               | –               | –                  | Stavba zrušena před založením kýlu.                                       |
| (CA-143)                  | Fore River   | –               | –               | –                  | Stavba zrušena před založením kýlu.                                       |
| USS Newport News (CA-148) | Newport News | 1. října 1945   | 6. března 1947  | 29. ledna 1949     | Vyřazen 1975, vyškrtnut 1978, sešrotován 1993.                            |
| (CA-149)                  | Newport News | –               | –               | –                  | Stavba zrušena před založením kýlu.                                       |

## Konstrukce

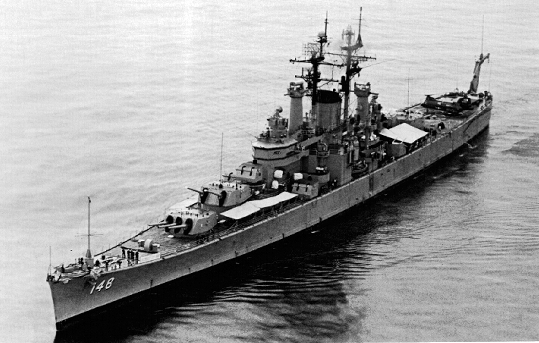
USS Newport News (CA-148) s druhou dělovou věží provizorně opravenou po výbuchu

Třída Des Moines také vůbec poprvé používala nové poloautomatické rychlopalné 203mm kanóny Mk. 16, které byly klasicky rozmístěny ve dvou třídělových věžích na přídi a jedné na zádi. Jedna dělová věž vážila 451 tun a její děla měla dostřel 27 345 metrů při nejvyšší kadenci 10 ran za minutu. Byla to nejvyšší kadence v této ráži. Sekundární výzbroj tvořilo šest dvoudělových věží s dvouúčelovými 127mm kanóny. Ty bylo možné použít jak proti hladinovým cílům, tak proti letadlům. Protiletadlovou výzbroj doplňovaly kanóny menších ráží. Jednalo se o dvacet čtyři 76mm kanónů a dvacet čtyři 20mm kanónů ve dvouhlavňových postaveních. Pouze křižník Des Moines nesl čtyři hydroplány. U jeho sesterských lodí nebyly použity.
Pohonný systém tvořily čtyři kotle Babcock & Wilcox a čtyři turbíny General Electric o výkonu 120 000 shp, pohánějící čtyři lodní šrouby. Nejvyšší rychlost dosahovala 33 uzlů. Dosah byl 10 000 námořních mil při rychlosti 15 uzlů.

## Služba

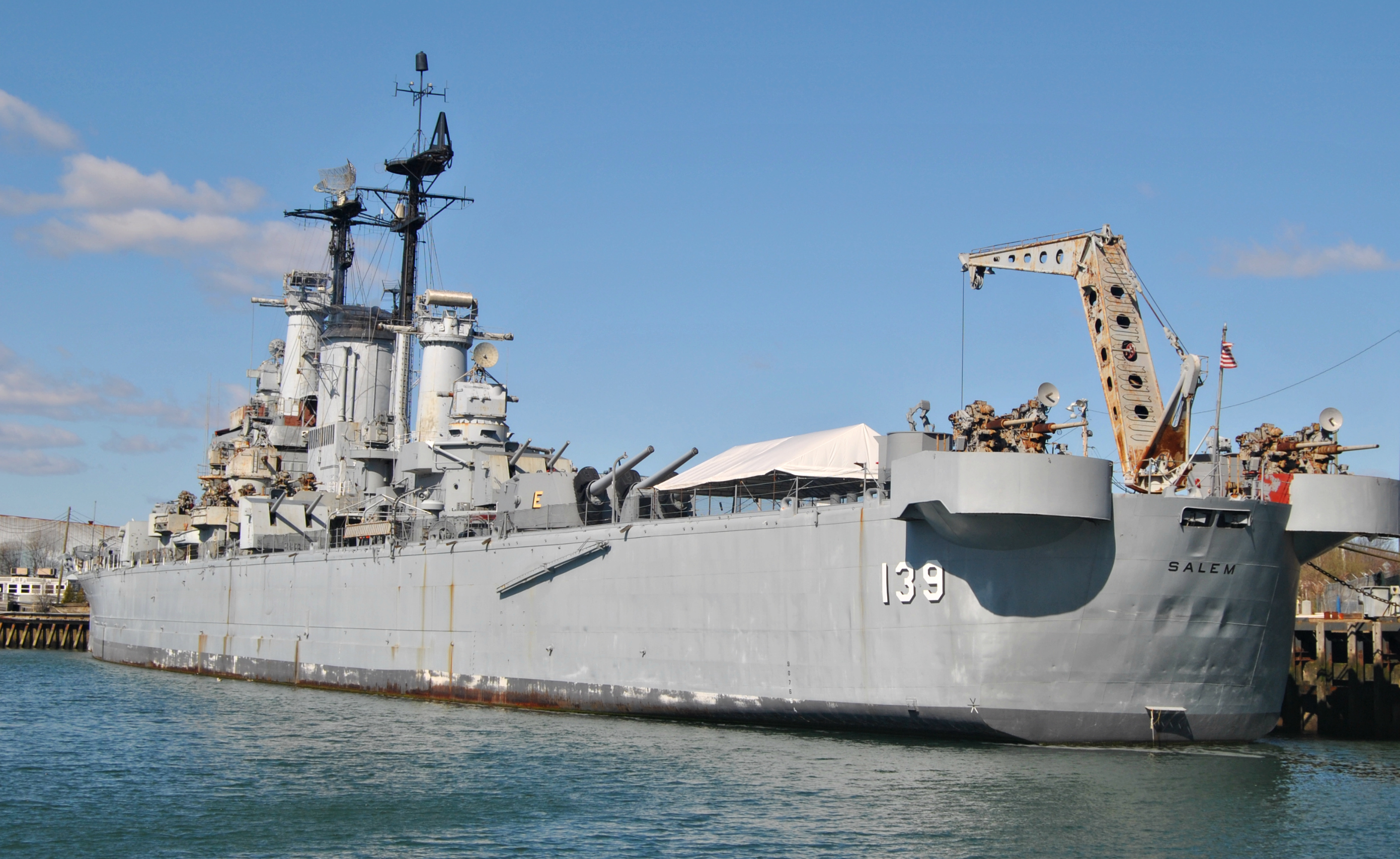
USS Salem (CA-139) se dochoval jako muzejní loď

Křižníky Des Moines a Salem byly vyřazeny v letech 1961 a 1959. Ve službě zůstal křižník Newport News, který prošel jako jediný bojovým nasazením, a to ve Vietnamské válce. Newport News zároveň dlouho sloužil jako vlajková loď. V roce 1972 byl Newport News vážně poškozen výbuchem druhé dělové věže. Roku 1975 byl vyřazen.
Křižník Salem se dodnes zachoval jako muzejní loď v rámci United States Naval Shipbuilding Museum v Quincy ve státu Massachusetts. Salem je jediný dochovaný těžký křižník.